# Championnats du monde de ski nordique 1926
Navigation
1925 1927
L'édition 1926 des championnats du monde de ski nordique s'est déroulée à Lahti (Finlande) du 4 février au 7 février. 

## Palmarès

### Ski de fond
| Épreuves          | Dates          | Or           | Argent            | Bronze        |
| ----------------- | -------------- | ------------ | ----------------- | ------------- |
| Ski de fond 30 km | 4 février 1926 | Matti Raivio | Tauno Lappalainen | Veli Saarinen |
| Ski de fond 50 km | 7 février 1926 | Matti Raivio | Tauno Lappalainen | Olav Kjelbotn |

### Combiné nordique
| Épreuve                         | Date           | Or                   | Argent        | Bronze        |
| ------------------------------- | -------------- | -------------------- | ------------- | ------------- |
| K90 / 17 km résultats détaillés | 6 février 1926 | Johan Grøttumsbråten | Thorleif Haug | Einar Landvik |

### Saut à ski
| Épreuve                   | Date           | Or                 | Argent     | Bronze          |
| ------------------------- | -------------- | ------------------ | ---------- | --------------- |
| Épreuve individuelle K 70 | 7 février 1926 | Jacob Tullin Thams | Otto Aasen | Georg Østerholt |

## Tableau des Médailles
| Rang | Nation   | Or | Argent | Bronze | Total |
| ---- | -------- | -- | ------ | ------ | ----- |
| 1    | Norvège  | 2  | 2      | 3      | 7     |
| 2    | Finlande | 2  | 2      | 1      | 5     |